# Hygrocybe salicis-herbaceae
Hygrocybe salicis-herbaceae är en svampart som beskrevs av Kühner 1976. Hygrocybe salicis-herbaceae ingår i släktet Hygrocybe och familjen Hygrophoraceae.  Arten är reproducerande i Sverige. Inga underarter finns listade i Catalogue of Life.